# آنسی یاکولا
آنسّی یاکُّلا (فنلاندی: Anssi Jaakkola؛ زادهٔ ۱۳ مارس ۱۹۸۷) بازیکن فوتبال اهل فنلاند است.
از باشگاه‌هایی که در آن بازی کرده‌است می‌توان به باشگاه فوتبال روبور سیه‌نا، باشگاه فوتبال کیلمارنوک، باشگاه فوتبال اسلاویا پراگ، باشگاه فوتبال آژاکس کیپ‌تاون، باشگاه فوتبال ردینگ و باشگاه فوتبال بریستول راورز اشاره کرد.
وی همچنین در تیم‌های ملی فوتبال زیر ۲۱ سال فنلاند و فنلاند بازی کرده‌است.